# Contea di Wandering
La contea di Wandering è una delle 43 local government areas che si trovano nella regione di Wheatbelt, in Australia Occidentale. Essa si estende su di una superficie di circa 1.955 chilometri quadrati ed ha una popolazione di 335 abitanti.